# Каразанашвили, Гурам Георгиевич

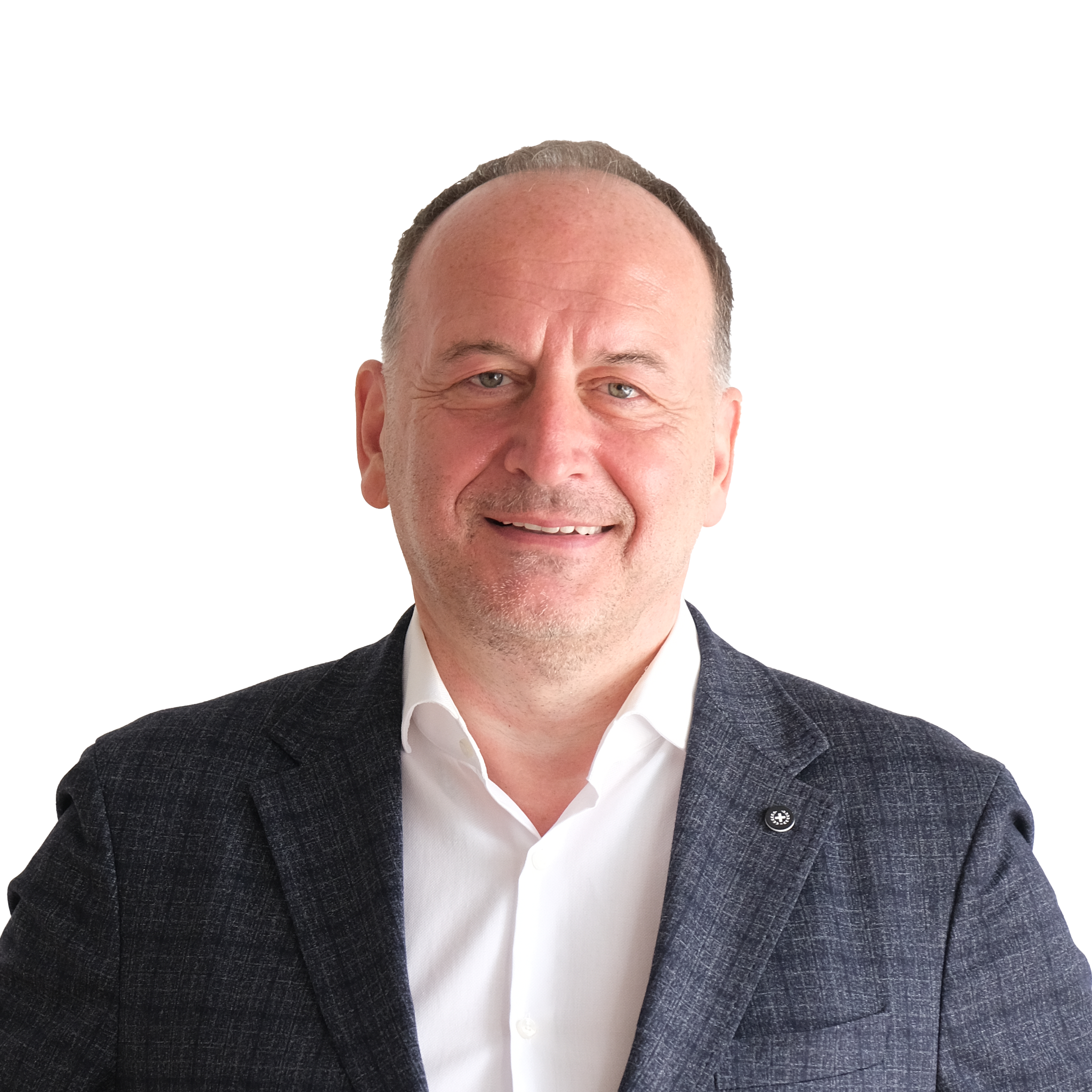
Профессор онко-уролог Гурам Каразанашвили

Каразанашвили Гурам Георгиевич (груз. — გურამ ქარაზანაშვილი; род. 11 июня 1964, Тбилиси) — грузинский ученый, врач уролог, онкоуролог, детский уролог. Доктор медицинских наук (2002), профессор (2012). Президент Ассоциации онкологической урологии Грузии (с 2017), член Европейской ассоциации урологов (с 1996 ), член Американской ассоциации урологов (с 2010). Гурам Каразанашвили ведет организационную и инновационную работу, с 2005 года внедряет в Грузии новейшие технологии и методы в урологии. В 2014 году Гурам Каразанашвили организовал и провел симпозиум «Современные тенденции в управлении лечения рака простаты» (Тбилиси). В 2016 году темой второго  симпозиума стало внедрение новых технологий в лечении рака предстательной железы. 
В 2017 году он основал Ассоциацию онкологов-урологов Грузии. В 2017 году состоялся Первый международный конгресс Онко-урологической ассоциации Грузии и была осуществлена прямая трансляция мастер-класса по роботизированной хирургии из США. В 2018 году прошел II Международный конгресс Ассоциации онкологов-урологов Грузии.
В 2018 году в клинике “MMT-Hospital” Гурам Каразанашвили представил инновационный метод хирургической радикальной цистэктомии, который получил одобрение и признание в мировом научном онко-урологическом сообществе. Профессор Гурам Каразанашвили первым в Грузии внедрил технологию роботизированной термокоагуляции простаты с использованием ультразвуковых волн на аппаратуре Focal One HIFU и фьюжн-биопсию простаты под контролем МРТ и Микро-ультразвука на платформе ExactVu. Гурам Каразанашвили автор и постоянный рецензент журнала Urology.

## Биография
1981 — Окончил Тбилисскую физико-математическую школу им.Комарова с золотой медалью.  
1987 — Окончил Тбилисский медицинский институт
1987-1988 — Интернатура, отделение абдоминальной хирургии Центральной республиканской клинической больницы (заведующий проф. Т. Ахметели). Тбилиси, Грузия.
1989-1991 — Клиническая аспирантура кафедры урологии и хирургической андрологии Боткинской больницы  (руководитель: проф. В. Рябинский), Москва, Россия. 
1991 — кандидатская диссертация «Диагностика и лечение обструктивной уропатии верхних мочевых путей у больных раком шейки матки»
1991–2001 — Уролог, урологическое отделение Центральной республиканской клинической больницы. Тбилиси, Грузия
1993-1999 — Старший научный сотрудник, Институт экспериментальной и клинической медицины Тбилисского государственного медицинского университета, Тбилиси, Грузия.
2001-.2004 — Старший научный ассистент, кафедра урологии Тбилисского государственного медицинского университета. Тбилиси, Грузия, 
2004 — Доцент, Клиника урологии Тбилисского государственного медицинского университета. Тбилиси, Грузия
2005-2006 — Профессор, Клиника урологии Тбилисского государственного медицинского университета. Тбилиси, Грузия.
2006-.2009 — Доцент кафедры урологии, Клиника урологии Тбилисского государственного медицинского университета. Тбилиси, Грузия 
2005-2011 — Генеральный директор Медицинского диагностического центра Тбилисского государственного университета им.Ив.Джавахишвили. Тбилиси, Грузия.
2012 — Генеральный директор и ведущий врач-уролог в компании «Современные медицинские технологии». Тбилиси, Грузия
с 2015 — Клинический профессор Тбилисского государственного медицинского университета 
с 2012 — Профессор, Медицинский университет Геомеди, Тбилиси
с 2015  — Профессор, руководитель и основатель клиники «MMT-Hospital» в Тбилиси, Грузия 

## Научно-практическая деятельность
1995 — Клиническая интернатура по онкоурологии и общей урологии, Университетская больница Радбуда Неймегена, Урологическая клиника (под руководством профессора Prof. F.M.J. Debruyne), Неймеген, Нидерланды. 
1996 — Клиническая интернатура по оперативной урологии и эндоурологии, Урологическая клиника Оффенбахской университетской больницы (руководитель  — профессор U.W. Tunn .
1997-1998 — Клиническая и научная работа по общей урологии и болезням мочевыводящих путей, Урологическая клиника Боннской университетской больницы (Шеф-профессор Chief-Prof. S.Müller). Бонн, Германия.
2000-2001 — Клиническая и научная работа по раку простаты, Урологическая клиника университетской больницы Мальмё (руководитель профессор P-A. Abrahamsson , Мальме, Швеция
2003 — Клиническая интернатура по общей урологии, Клиника урологии Венского университета (под руководством профессора M. Marberger , Вена Австрия
2005-2007 — Клинико-научная работа по онкоурологии и детской урологии, Урологическая клиника Боннской университетской клиники, Германия
2012 — Клиническая интернатура по лапароскопической урологии, Клиники «Вивантеc» во Фридрихсхайне и Урбане (под руководством профессора Prof. Jan Roigas , Германия
2017 — Клиническая стажировка по роботизированной онкологической хирургии, Госпиталь Флориды (руководитель — Vipul Patel , Орландо, США) 

## Награды
2011 — Лауреат Национальной премии Грузии за цикл научных статей «Актуальные проблемы рака простаты» 
2014 — Грант Национального научного фонда им. Шота Руставели
2005 — Стипендия фонда Александра фон Гумбольдта
2003 — Стипендия Австрийско-Американского фонда
2000 — Стипендия Шведского института
1998 — Приз за лучший доклад «Прогресс и противоречия» Роттердам, Нидерланды

## Научная работа
1991 — кандидатская диссертация «Диагностика и лечение обструктивной уропатии верхних мочевых путей у больных раком шейки матки»